# Ptychoptera
Ptychoptera (лат.) — род двукрылых семейства Птихоптериды.

## Описание
Среднего или крупного размера комары длиной тела 7-15 мм. На груди и/или брюшке часто имеются светлые пятна. Усики, крылья, брюшко и ноги длинные и тонкие. Простые глазки отсутствуют. Усики с 15-16-члениковые. Грудь с глубоким, направленным назад поперечным швом. Крылья с пятнами вдоль поперечных жилок и в местах их разветвления. На пересечении радиально-медиальной поперечной жилки имеется ложная жилка. Мембрана крыла с отчётливой складкой между задне-кубитальной и анальной жилками. Тело личинки светлое в тонких волосках. Верхние челюсти с тремя зубцами.

## Экология
Комары встречаются в болотистых и других переувлажненных местообитаниях. Личинки ведут водный или полуводный образ жизни, развиваются в мелких лужах на болотах с мхом сфагнумом или по берегам ручьев.

## Классификация
Включает около 90 видов.

## Распространение
Встречаются в Голарктике, Афротропике, севере Неатропики и Ориентальной области.